# Fürstentum Wied

Ungefähre Ausdehnung der Grafschaft Wied im Jahr 1129

Das Fürstentum Wied (bis 1784 Grafschaft Wied), benannt nach dem rechtsrheinischen Nebenfluss Wied, war ein Territorium des Heiligen Römischen Reiches Deutscher Nation im Bereich des Westerwaldes und des heutigen Landkreises Neuwied. Es bestand etwa von Anfang des 12. Jahrhunderts bis 1806 als kurpfälzisches Lehen sowie als reichsunmittelbare Herrschaft und von 1815 bis 1848 als Standesherrschaft innerhalb des Königreichs Preußen.
Im Laufe seiner Geschichte wurde das Territorium zwischen den verschiedenen Zweigen des wiedischen Fürstenhauses mehrfach geteilt und wiedervereinigt. Die Obergrafschaft Wied-Runkel lag um die Zentren Dierdorf und Runkel an der Lahn, die Residenz der Niedergrafschaft Wied-Neuwied war ursprünglich die Burg Altwied, von 1653 bis 1848 die Stadt Neuwied. Als Nachkommen eines ehemals regierenden Hauses gehört die bis heute bestehende Familie zum deutschen Hochadel.

## Geschichte

### Ursprünge und erstes Grafenhaus bis 1244
Die Anfänge der Grafschaft Wied liegen im Dunkeln. Ihr Territorium wie auch das der späteren Grafschaft Sayn, die rechts- und linksrheinischen Gebiete der Kölner und Trierer Kurfürsten sowie die dort gelegenen Besitzungen des späteren Herzogtums Jülich, des Hauses Nassau und der Pfalzgrafen bei Rhein waren Bruchstücke der ehemals salischen und staufischen großen Pfalzgrafschaft Lothringen („Palatia maior“), die ihrerseits aus dem fränkischen Lotharingien hervorgegangen war. Eine Grafschaft Wied als eigenständiges Territorium wird erst fassbar, als diese ursprüngliche Pfalzgrafschaft zerbrochen war. Sie galt aber stets als Lehen der Pfalzgrafen bei Rhein.

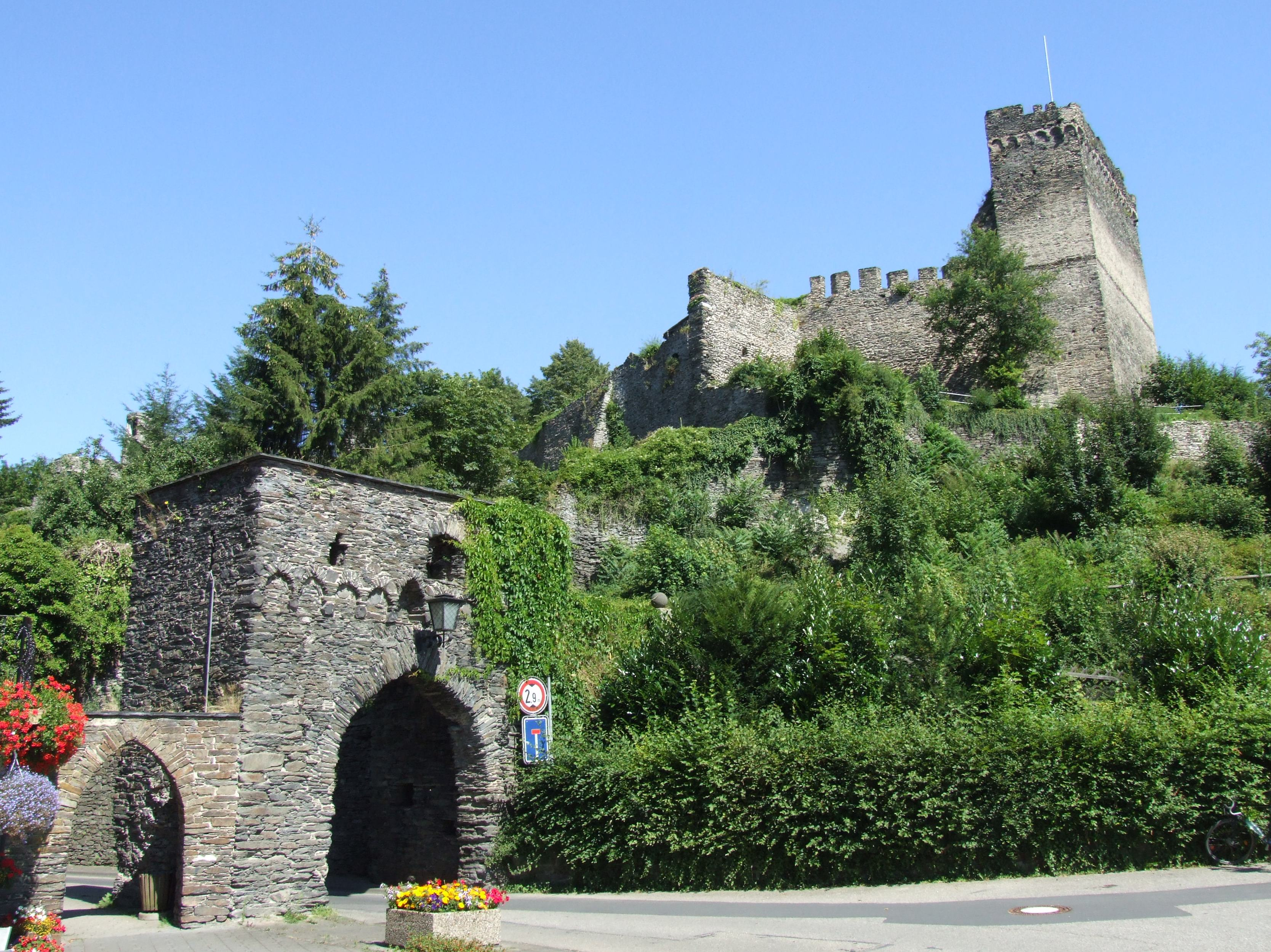
Altwied, erste Residenz

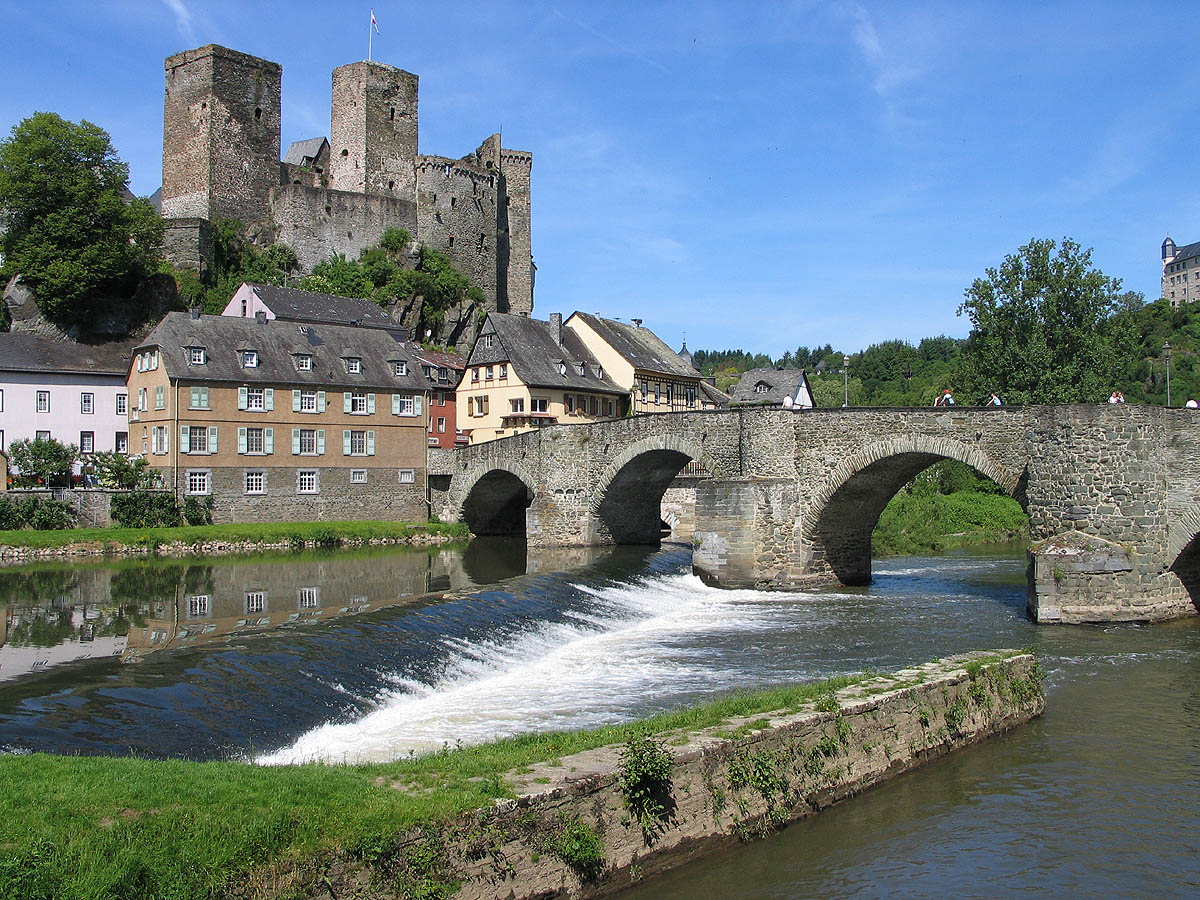
Burg Runkel, Residenz der Oberen Grafschaft

Als Begründer des Hauses Wied gilt Metfried, der Gaugraf im Engersgau war. Die Familie war nördlich der Lahn, aber auch linksrheinisch begütert. Er und sein Bruder Richwin von Kempenich werden 1103 in einer Urkunde des Stiftes Münstermaifeld als Zeugen genannt. Im Jahr 1129 erscheint derselbe Metfried in einer Urkunde des Klosters St. Thomas in Andernach, diesmal unter der Bezeichnung „Meffridus de Widhe“. Dies ist der erste eindeutige Hinweis auf eine eigenständige Herrschaft dieses Namens. In ihr verband Metfried wahrscheinlich Eigenbesitz um die später Altwied genannte Burg, deren Bau in dieser Zeit begonnen worden sein dürfte, mit Herrschaftsrechten, mit denen ihn der Pfalzgraf belehnt hatte. Metfrieds Sohn Arnold (um 1098–1156) war Kanzler des staufischen König Konrads III. und Erzbischof von Köln, was die Bedeutung der Familie in dieser Zeit unterstreicht. Nachfolger Metfrieds wurde sein Sohn Siegfried von Wied.
Graf Dietrich von Wied (1158–1200), ein Enkel Metfrieds, tritt in einer am 26. April 1158 in Sinzig ausgestellten Urkunde neben dem Pfalzgrafen Konrad als Zeuge in Erscheinung. Es wird nicht überliefert, dass der Pfalzgraf Dietrich von Wied belehnt hätte. In einer wiedischen Urkunde vom 25. Dezember 1190 dagegen trägt ihm der kölnische Erzbischof ein Lehen zu Olbrück im heutigen Kreis Ahrweiler auf. Den Söhnen des Grafen wird darin das Erbrecht an dem Lehen zugestanden, aus der Sorge vor einer möglichen Entfremdung nicht aber seiner Tochter Theodora, die den Grafen Bruno von Isenburg geheiratet hatte. Neben Olbrück vergab Erzköln im 13. Jahrhundert noch weitere kleine Gebiete im Bereich Koblenz (Bassenheim) und Neuwied (Heddesdorf) an die Grafen von Wied zu Lehen.
Wahrscheinlich beerbte Georg von Wied (1197–1219) seinen Vater Dietrich. Er nahm am Fünften Kreuzzug teil und trat urkundlich öfter an der Seite der Grafen von Sayn und der Pfalzgrafen auf. Da er offenbar keine Erben hinterließ, erlangte sein Bruder Lothar (1219–1243) die Herrschaft. Auch er hinterließ offenbar keinen erbberechtigten Nachkommen. Da die übrigen Söhne und Töchter Dietrichs in den geistlichen Stand getreten waren, blieben nur Nachkommen seiner Töchter Theodora und Isalda als Erben der Grafschaft Wied übrig.
Vollends deutlich wird das Lehensverhältnis der Grafschaft Wied am 5. März 1243: An diesem Tag übertrug Lothar sein Lehen an Theodoras Söhne Bruno (II.) und Dietrich. Bereits 1238 hatte der Pfalzgraf Otto bei Rhein bestätigt, dass er nach Lothars Tod Bruno und Dietrich mit der Grafschaft Wied belehnen wolle. Die Urkunde besagt, der wiedische Graf befinde sich nunmehr dank der Großzügigkeit des Pfalzgrafen in der Pflicht eines Vasallen (Ledigmann). Mit Lothar starb 1244 das erste Grafenhaus aus, so dass die Hälfte der Herrschaft an die beiden Isenburger überging. Als Erben der anderen Hälfte treten die Herren von Eppstein auf, deren Anteil bereits 1306 an die Grafen von Virneburg verkauft wurde.

#### Genealogie der Grafen des Ersten Grafenhauses Wied 1126–1244
| Amtszeit  | Titel | Name                                  |
| --------- | ----- | ------------------------------------- |
| 1129–1145 | Graf  | Metfried von Wied (Graf im Engersgau) |
| 1145–1162 | Graf  | Siegfried von Wied                    |
| 1162–1197 | Graf  | Dietrich I. von Wied                  |
| 1197–1219 | Graf  | Georg von Wied                        |
| 1219–1243 | Graf  | Lothar von Wied                       |

Da Lothar kinderlos blieb und nach dem Tod seiner Ehefrau um 1235 außer seinem Bruder Theoderich auch alle anderen Brüder ohne Nachkommen verstorben waren, blieben als Erben die Söhne seiner beiden Schwestern:
- Theodora von Wied (urkundlich erwähnt zwischen 1182 und 1192) war verheiratet mit Bruno I. von Isenburg († 1210), der sich später Herr zu Braunsberg nannte; deren Söhne waren Bruno, Dietrich und Arnold.
- Isalda von Wied († 1223) war verheiratet mit Gottfried I. von Eppstein (1189–1220); deren Söhne waren Gottfried, Gerhard und Siegfried.

### Zweites Grafenhaus bis 1462
Als zweites Grafenhaus kann man somit die Nachkommen des Bruno (II.) von Isenburg bezeichnen, die Grafen von Wied-Isenburg, die von der Mitte des 13. bis zur Mitte des 15. Jahrhunderts die Geschicke der Grafschaft lenkten. Der rechtliche Zustand als Lehen der Pfälzer Kurfürsten blieb auch für die nächsten Jahrhunderte erhalten. Daher bekannte Philipp von Isenburg im Jahr 1352 (25. August), dass er die Freiheit des Gerichts zu Bendorf von dem Pfalzgrafen Ruprecht erhalten hätte.
Neben dem Lehen der Kurpfälzer hatten die Grafen von Wied-Isenburg auch noch die im 13. Jahrhundert erhaltenen Gebiete vom Erzbistum Köln inne. Bruno III., der Sohn von Bruno II., bat 1265 den Kölner Erzbischof um Erlaubnis, diese Lehen veräußern zu dürfen. Die Veräußerung erfolgte jedoch nicht, da der Sohn Johann I. 1276 seinerseits von Erzbischof Siegfried von Westerburg die Erlaubnis erhielt, das Lehen für seine Ehefrau Agnes als Leibzucht zu verwenden. Die letzten nachweisbaren Kölner Lehnbestätigungen erhielt der Enkel von Bruno II., Wilhelm I., von den Kölner Erzbischöfen Elekt Adolf II. 1363 und von Friedrich III. 1372.
Da Wilhelm II. von Wied-Braunsberg-Isenburg 1462 ohne männlichen Erben starb, fiel die Grafschaft an Dietrich IV. von Runkel, der mit einer Nichte Wilhelms, Anastasia von Wied-Isenburg, verheiratet war. Schon 1460 jedenfalls belehnte Pfalzgraf Friedrich I. Friedrich von Runkel, den ältesten Sohn Dietrichs, „aus besonderer Gnade für seine geleisteten treuen Dienste“ mit der halben Grafschaft Wied. Dieser Graf erhielt dann 1473 aus der Hand des Pfalzgrafen als Lehen sogar die ganze wiedische Grafschaft. 1477, nachdem Pfalzgraf Philipp die Regierung übernommen hatte, wiederholte er diese Belehnung der ganzen Grafschaft Wied an Friedrich IV. von Wied-Runkel.

#### Genealogie der Grafen des Zeiten Grafenhauses Wied 1244–1462
ausgehend von Theodora von Wied und ihrem Ehemann Bruno I. Isenburg-Braunsberg
| Amtszeit  | Titel | Name                                     | Anteil an der Grafschaft Wied                                  |
| --------- | ----- | ---------------------------------------- | -------------------------------------------------------------- |
| 1244–1255 | Graf  | Bruno II. von Isenburg-Braunsberg-Wied   | ⚭ 1174 Theodora von Wied – je zu einem Viertel                 |
| 1255–1278 | Graf  | Bruno III. von Isenburg-Braunsberg-Wied  | – zu einem Viertel                                             |
| 1278–1327 | Graf  | Johann I. von Isenburg-Braunsberg-Wied   | gemeinsam mit Bruno IV. – zu einem Viertel                     |
| 1319–1325 | Graf  | Bruno IV. von Wied                       | erbte je ein Viertel von Bruno III. und Johann I. – zur Hälfte |
| 1327–1383 | Graf  | Wilhelm I. von Wied, Braunsberg-Isenburg | – zur Hälfte                                                   |

#### Aufteilung der Grafschaft durch Erbschaft in Eppstein, Virneburg, Isenburg und Braunsberg-Wied
| Amtszeit  | Titel | Name                                        | Anteil an der Grafschaft Wied                                  |
| --------- | ----- | ------------------------------------------- | -------------------------------------------------------------- |
| 1193–1223 | Graf  | Gottfried I. von Eppstein                   | ⚭ 1193 Maria Isalda Theodora von Wied-Eppstein – je zur Hälfte |
| 1244–1276 | Graf  | Gottfried II. von Eppstein („der Ältere“)   | – zu einem Viertel                                             |
| 1276–1294 | Graf  | Gottfried III. von Eppstein („der Jüngere“) | – zu einem Viertel                                             |
| 1244–1249 | Graf  | Gerhard II. von Eppstein (von Braubach)     | – zu einem Viertel                                             |
| 1294–1306 | Graf  | Siegfried von Eppstein                      | – zur Hälfte                                                   |

| Amtszeit  | Titel | Name                                    | Anteil an der Grafschaft Wied                                                             |
| --------- | ----- | --------------------------------------- | ----------------------------------------------------------------------------------------- |
| 1306–1355 | Graf  | Ruprecht (Robert) III. von Virneburg    | – zur Hälfte                                                                              |
| 1327–1383 | Graf  | Wilhelm I. von Isenburg-Braunsberg-Wied | ⚭ 1329 Agnes von Virneburg - je zur Hälfte (damit ist die Grafschaft Wied wieder vereint) |

| Amtszeit  | Titel | Name                                   | Anteil an der Grafschaft Wied |
| --------- | ----- | -------------------------------------- | ----------------------------- |
| 1380–1404 | Graf  | Wilhelm II. von Wied, Herr zu Isenburg | gemeinsam mit Gerlach I.      |
| 1404–1413 | Graf  | Gerlach I. von Wied-Isenburg           |                               |

| Amtszeit  | Titel | Name                                      | Anteil an der Grafschaft Wied                                                      |
| --------- | ----- | ----------------------------------------- | ---------------------------------------------------------------------------------- |
| 1413–1454 | Graf  | Wilhelm III. von Wied-Isenburg-Braunsberg | gemeinsam mit Johann II. – zur Hälfte                                              |
| 1411–1454 | Graf  | Johann II. von Wied-Isenburg-Braunsberg   | gemeinsam mit Dietrich IV. – zur Hälfte,                                           |
| 1427–1462 | Graf  | Dietrich IV. von Wied-Runkel              | ⚭ 1427 Anastasia von Wied-Isenburg; (damit ist die Grafschaft Wied wieder vereint) |
| 1454–1487 | Graf  | Friedrich IV. von Wied und Runkel         | gemeinsam mit Wilhelm II.                                                          |
| 1454–1489 | Graf  | Wilhelm II. von Runkel Wied und Isenburg  | gemeinsam mit Dietrich V.                                                          |
| 1454–1484 | Graf  | Dietrich V. von Runkel                    | gemeinsam mit Johann I.                                                            |
| 1460–1521 | Graf  | Johann I. von Runkel und Braunsberg       |                                                                                    |

### Drittes Grafenhaus bis zum 19. Jahrhundert
Friedrich IV. († 1487) wurde somit zum Stammvater des dritten und letzten Grafenhauses, des Hauses Wied-Runkel. Er hatte vier erbberechtigte Söhne, von denen zunächst 1488 der älteste als Wilhelm III. die Herrschaft antrat. Wilhelm konnte zusätzlich die Grafschaft Moers erwerben. Da er 1526 ohne legitime Söhne starb, erbte sein Bruder Johann III. die Grafschaft Wied, während Moers über seine Tochter Anna an die Grafschaft Neuenahr fiel. Die beiden jüngeren Brüder, Hermann und Friedrich, waren Geistliche geworden: Hermann war seit 1515 Erzbischof von Köln, Friedrich Bischof von Münster. Obwohl Hermann und Friedrich im Zuge der Reformation ihre Ämter niederlegten, traten sie nicht wieder in die Erbfolge ein. Auch die Reichsabtei Fulda erhob den Anspruch, Lehnsherrin in einigen isenburg-grenzauischen Gebieten zu sein (Stammburg Isenburg, Maischeid, Vallendar, 1⁄3 von Breuberg und Remlingen (ein Wertheimer Erbe), ½ von Schloss Staden, Sternbach, Wickstadt und andere Güter in der Wetterau), konnte sich aber gegen Kurtrier nicht durchsetzen.
Beim Tode Johanns teilten dessen Söhne, Johann IV. und Philipp, die Grafschaft Wied in die sog. „obere“ und „untere“ Grafschaft. Diese Teilung wurde endgültig, denn obwohl die verschiedenen Seitenlinien im 16. und 17. Jahrhundert zum Teil nur ein oder zwei Generationen fortbestanden, wurde beim Rückfall diese Teilung jedes Mal in der nächsten Generation unter den beiden ältesten Söhnen erneuert: Friedrich III., der im August 1653 die Stadt Neuwied gründete, teilte 1640 mit seinem Bruder Moritz Christian ebenfalls nach diesem Schema die Grafschaft. Friedrich III. wurde somit der Gründer der Linie Wied-Neuwied, Moritz Christian der jüngeren Linie Wied-Runkel. Wied-Runkel veräußerte das Dorf Obertiefenbach im Juni 1649 an die Grafschaft Nassau-Hadamar und erlangte im Jahr 1726 die Grafschaft Kriechingen.
Unter Friedrich III. und seinen Nachfolgern entwickelte sich die neue, im Jahr 1653 gegründete Residenzstadt Neuwied zu einer der bedeutendsten Exulantenstädte Deutschlands. Die seit 1662 verbriefte Religionsfreiheit hatte einen starken Zuzug aus Deutschland, Frankreich und der Schweiz zur Folge und führte dazu, dass im 18. Jahrhundert die Anhänger von sieben verschiedenen Konfessionen bzw. Religionen in der Stadt lebten: Calvinisten, Lutheraner, Mennoniten, Inspirierte, Herrnhuter, Katholiken und Juden.

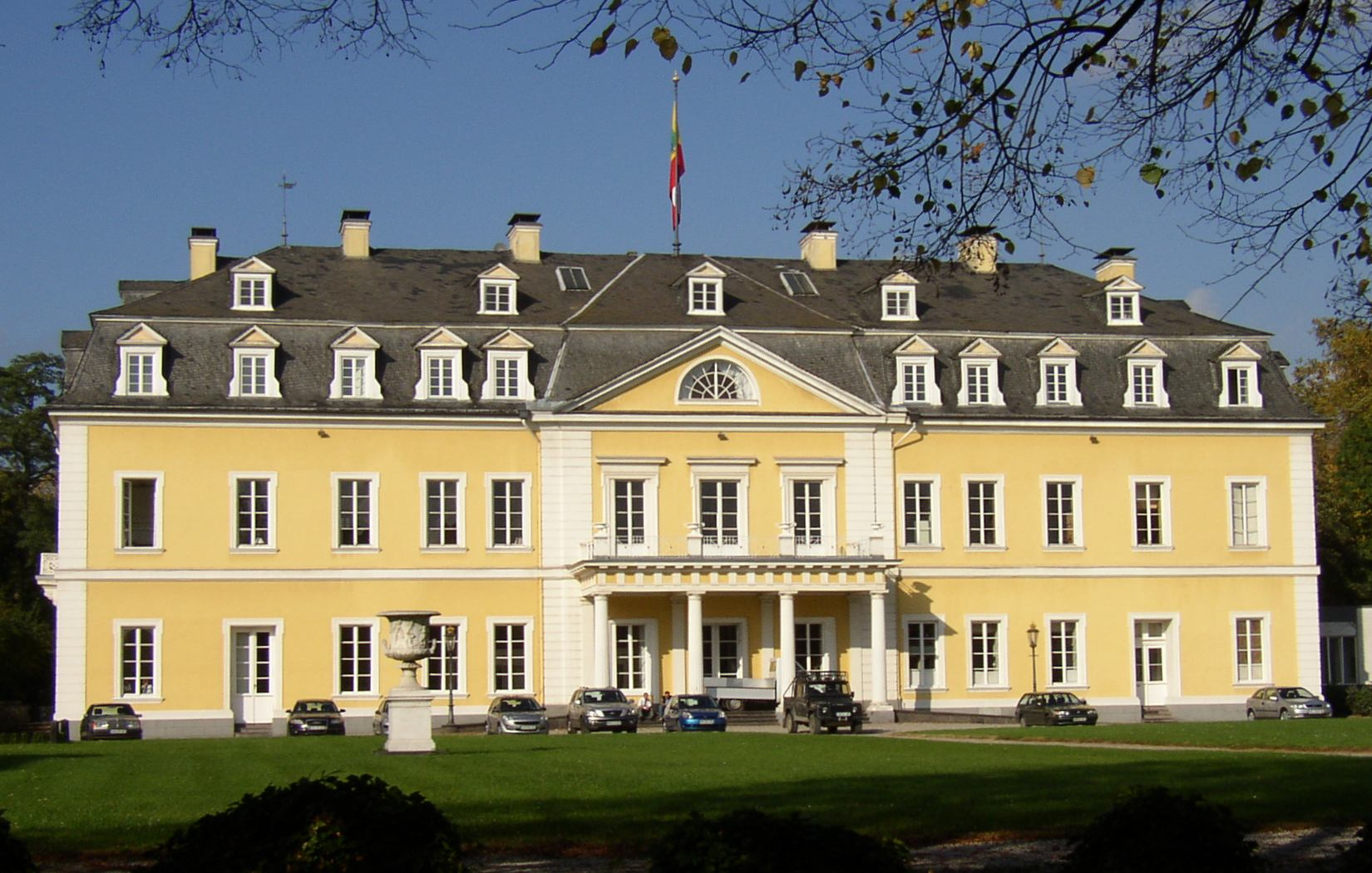
Schloss Neuwied, Residenz der Unteren Grafschaft seit Anfang des 18. Jahrhunderts

Bis weit ins 18. Jahrhundert wurden die Grafen von Wied weiterhin von den Pfalzgrafen belehnt, zuletzt 1721 Graf Friedrich Wilhelm durch Kurfürst Carl Philipp. Dabei war die Grafschaft spätestens seit Einführung der Reformation wie ein reichsunmittelbares Fürstentum behandelt worden. Bis zu ihrer Auflösung gehörte sie zum Niederrheinisch-Westfälischen Reichskreis, und ihre jeweiligen Inhaber waren als Mitglieder der westfälischen Grafenbank am Reichstag vertreten. Erst mit der Erhebung von Graf Johann Friedrich Alexander, dem Enkel Friedrichs III., in den Reichsfürstenstand im Jahr 1784 scheinen die Belehnungen durch Kurpfalz ausgeblieben zu sein. Im Jahr 1791 wurde mit Christian Ludwig auch die Linie Wied-Runkel gefürstet.
Johann Friedrich Alexanders Sohn Friedrich Karl war aber zugleich der letzte regierende Fürst zu Wied. Weil er sich geweigert hatte, dem Rheinbund beizutreten, wurde das Fürstentum im Jahr 1806 auf Druck des französischen Kaisers Napoléon aufgelöst und dem Herzogtum Nassau zugeschlagen. 1815 fielen beide wiedischen Territorien an Preußen.

#### Genealogie der Grafen des Dritten Grafenhauses Wied seit 1462
| Amtszeit  | Titel | Name                                        | Anteil an der Grafschaft Wied                              |
| --------- | ----- | ------------------------------------------- | ---------------------------------------------------------- |
| 1454–1487 | Graf  | Friedrich IV. von Wied-Runkel, von Isenburg |                                                            |
| 1487–1505 | Graf  | Wilhelm III. von Wied-Runkel und von Moers  | gemeinsam mit Johann III.                                  |
| 1487–1533 | Graf  | Johann III. von Wied-Runkel-Isenburg        | gemeinsam mit Wilhelm III. – je zur Hälfte                 |
| 1533–1535 | Graf  | Philipp von Wied-Runkel                     |                                                            |
| 1535–1581 | Graf  | Johann IV. (II.) von Wied-Runkel            |                                                            |
| 1581–1591 | Graf  | Hermann I                                   | gemeinsam mit Wilhelm IV. zu Runkel – zur Hälfte           |
| 1581–1591 | Graf  | Wilhelm IV                                  | gemeinsam mit Hermann I. zu Wied – zur Hälfte              |
| 1591–1595 | Graf  | Wilhelm IV.                                 | gemeinsam mit Johann Wilhelm II. „Der Ältere“ – zur Hälfte |
| 1591–1595 | Graf  | Johann Wilhelm II. sen.                     | gemeinsam mit Johann Wilhelm IV. zu Wied – zur Hälfte      |

| Amtszeit  | Titel | Name                |                           |
| --------- | ----- | ------------------- | ------------------------- |
| 1595–1612 | Graf  | Wilhelm IV.         | gemeinsam mit Hermann II. |
| 1595–1612 | Graf  | Hermann II.         |                           |
| 1613–1631 | Graf  | Johann Wilhelm sen. | gemeinsam mit Hermann II. |
| 1613–1631 | Graf  | Hermann II.         |                           |
| 1631–1640 | Graf  | Friedrich III.      |                           |
| 1640–1653 | Graf  | Moritz Christian    |                           |
| 1653–1664 | Graf  | Johann (Hans) Ernst |                           |
| 1664–1691 | Graf  | Ludwig Friedrich    |                           |
| 1691–1692 | Graf  | Friedrich III.      |                           |

| Amtszeit  | Titel | Name                                         |
| --------- | ----- | -------------------------------------------- |
| 1631–1664 | Graf  | Johann (Hans) Ernst von Wied-Dierdorf        |
| 1664–1691 | Graf  | Ludwig Friedrich von Wied-Dierdorf           |
| 1691–1692 | Graf  | Friedrich III. Obere Grafschaft und Dierdorf |

| Amtszeit  | Titel | Name                                |
| --------- | ----- | ----------------------------------- |
| 1692–1706 | Graf  | Maximilian Heinrich zu Wied-Runkel  |
| 1706–1762 | Graf  | Johann Ludwig Adolf von Wied-Runkel |

| Amtszeit  | Titel | Name                                                 |
| --------- | ----- | ---------------------------------------------------- |
| 1584–1633 | Graf  | Johann Wilhelm II. sen. (Der Ältere) zu Wied         |
| 1633–1638 | Graf  | Philipp Ludwig II., jun. Niedere Grafschaft          |
| 1638–1698 | Graf  | Friedrich III. zu Wied-Neuwied                       |
| 1698–1737 | Graf  | Friedrich Wilhelm zu Wied-Neuwied                    |
| 1737–1784 | Graf  | Johann Friedrich Alexander Christian zu Wied-Neuwied |

| Amtszeit  | Titel | Name                                                        |
| --------- | ----- | ----------------------------------------------------------- |
| 1638–1698 | Graf  | Friedrich III. zu Wied-Neuwied, Begründer der Stadt Neuwied |
| 1698–1737 | Graf  | Friedrich Wilhelm zu Wied-Neuwied                           |
| 1737–1784 | Graf  | Johann Friedrich Alexander zu Wied-Neuwied                  |

Johann Friedrich Alexander zu Wied-Neuwied war regierender Graf in der Niedergrafschaft Wied-Neuwied und wurde am 29. Mai 1784 von Kaiser Joseph II. in den erblichen Fürstenstand erhoben und war der 1. Fürst zu Wied-Neuwied.

### Die Fürsten zu Wied vom 18. bis 21. Jahrhundert
Nach dem Verlust ihrer Souveränität behielten die Fürsten zu Wied-Neuwied die Standesherrschaft über ihr ehemaliges Fürstentum im Rahmen des Königreichs Preußen. Als im Jahr 1824 die Linie Wied-Runkel (Dierdorf) ausstarb, beerbten sie diese und vereinigten die beiden wiedischen Teilgrafschaften nach fast 300 Jahren erneut.
Im Jahr 1846 beantragte Fürst Wilhelm Hermann Karl bei der preußischen Regierung die Aufhebung der Standesherrschaft für sich und seine Nachkommen auf alle Regierungsrechte, weil das kleine Fürstentum sich nicht selbst wirtschaftlich unterhalten ließ. Am 30. Oktober 1848 bewilligte Preußen diesen Verzicht. Damit hatte auch der letzte Rest der eigenständigen Grafschaft Wied aufgehört zu bestehen. Dessen ungeachtet zählte das Geschlecht bis zum Jahr 1918 weiter zum deutschen Hochadel. Nach der Abschaffung der Monarchie in Deutschland 1918 kam dem Fürstenhaus keine politische Bedeutung mehr zu.
Das Haus Wied besitzt bis heute bedeutende Ländereien sowie die Stammsitze Altwied, Runkel und Neuwied.

#### Liste der Fürsten zu Wied-Runkel
| Amtszeit  | Titel    | Name                                           |
| --------- | -------- | ---------------------------------------------- |
| 1762–1791 | 1. Fürst | Christian Ludwig zu Wied-Runkel                |
| 1791–1824 | 2. Fürst | Carl Ludwig Friedrich Alexander zu Wied-Runkel |
| 1824–1824 | 3. Fürst | Friedrich Ludwig zu Wied-Runkel                |

Mit dem Tod des Fürsten Friedrich Ludwig, der unvermählt und kinderlos geblieben war, erlosch die Linie Runkel des Hauses Wied im Mannesstamm. – Ihre standesherrlichen und privaten Rechte fielen gemäß den Erbregelungen im Stammverein von 1613 an die Linie Wied-Neuwied, die sich seitdem Fürstentum Wied nennt.

#### Liste der Fürsten zu Wied-Neuwied
| Amtszeit  | Titel    | Name                                                 |
| --------- | -------- | ---------------------------------------------------- |
| 1784–1791 | 1. Fürst | Johann Friedrich Alexander zu Wied-Neuwied           |
| 1791–1802 | 2. Fürst | Friedrich Karl zu Wied-Neuwied                       |
| 1802–1836 | 3. Fürst | Johann August Karl zu Wied*                          |
| 1836–1864 | 4. Fürst | Hermann zu Wied                                      |
| 1864–1907 | 5. Fürst | Wilhelm zu Wied                                      |
| 1907–1945 | 6. Fürst | Friedrich zu Wied                                    |
| 1945–2000 | 7. Fürst | Friedrich Wilhelm Heinrich Konstantin zu Wied        |
| 2000–2015 | 8. Fürst | Friedrich August Maximilian Wilhelm Carl zu Wied     |
| seit 2015 | 9. Fürst | Franz Alexander Friedrich Wilhelm Maximilian zu Wied |

- Im Jahr 1806 mediatisiert, von da an unter nassauischer, ab 1815 als Standesherr unter preußischer Oberherrschaft, seit 1824 Fürst des mit Wied-Runkel wiedervereinigten Fürstentum Wied.

Seit dem Tod seines Großvaters Fürst Friedrich Wilhelm zu Wied († 28. August 2000) war Maximilian (* 10. August 1999) Erbprinz zu Wied und folgte, 15-jährig, seinem Vater Carl Fürst zu Wied nach dessen Tod († 12. März 2015) als Oberhaupt der Fürstenfamilie und war somit der neunte Fürst zu Wied. Seine Mutter, Fürstin Isabell zu Wied, übernahm bis zu seiner Volljährigkeit die Verwaltung des wiedischen Besitzes.
Nach seiner schulischen Ausbildung studierte Fürst Maximilian zu Wied in Wien. In seiner Freizeit widmet er sich der Malerei.
Über die Familie seiner Mutter Isabelle ist er der Neffe des derzeitigen Fürsten von Isenburg und des Chefs des Hauses Preußen, Georg Friedrich Ferdinand Prinz von Preußen (* 10. Juni 1976 in Bremen) ⚭ Sophie Prinzessin von Isenburg (* 1978), Schwester seiner Mutter Isabelle.

## Vertreter des Hauses Wied
Zu den bedeutendsten Mitgliedern des Hauses gehören:
- Hermann V. von Wied (1477–1552), ab 1515 Erzbischof und Kurfürst von Köln und seit 1532 zusätzlich Bischof von Paderborn. Er wandte er sich etwa ab 1540 dem Protestantismus zu und versuchte zwischen 1542 und 1547 mit Unterstützung der kurkölnischen Landstände, die Reformation im Kurfürstentum einzuführen. Dies scheiterte am Widerstand des Domkapitels und des Kaisers.

- Graf Friedrich III. von Wied (1618–1698), der Gründer der Stadt Neuwied. Er war einer der ersten Fürsten im Reich, die religiöse Toleranz als Mittel der Politik anwendeten. Um seine neue Residenzstadt zu bevölkern, erließ er 1662 ein Stadtrechtsprivileg, das den Bürgern weitgehende Selbstverwaltung und Religionsfreiheit gewährte. Dies bewog in der Folge zahlreiche Exulanten, darunter die Herrnhuter, sich in Neuwied niederzulassen.

- Prinz Maximilian Alexander (1782–1867), das bis heute bekannteste Mitglied des Fürstenhauses. In den Jahren von 1815 bis 1817 und von 1832 bis 1834 unternahm er zwei große Forschungsreisen nach Nord- und Südamerika und machte sich als Ethnologe, Zoologe und Naturforscher im Geist Alexander von Humboldts einen Namen.[8]

- Prinzessin Elisabeth (1843–1916). Unter dem Pseudonym „Carmen Sylva“ hatte sie zu ihrer Zeit als Schriftstellerin einigen Erfolg. Sie heiratete 1869 Karl von Hohenzollern-Sigmaringen, der seit 1866 Fürst, ab 1881 König von Rumänien war.

- Prinz Wilhelm (1876–1945), Offizier in der preußischen Armee. Er akzeptierte 1914 die Krone als Fürst des neugegründeten Albanien, musste das Land aber nach Ausbruch des Ersten Weltkriegs bereits nach wenigen Monaten wieder verlassen.

Siehe auch:
- Arnold II. von Wied, 1098–1156, Erzbischof und Kurfürst von Köln
- Hadwig von Wied, 1120–1172, Äbtissin der Stifte Gerresheim und Essen
- Theoderich II. von Wied, 1170–1242, Erzbischof und Kurfürst von Trier
- Friedrich III. von Wied, 1475–1551, Bischof von Münster
- Johann III. von Wied-Runkel-Isenburg (* um 1475/85; † 1533)
- Margarethe von Wied-Runkel (* um 1506/10; † 1572)
- Friedrich IV. von Wied, 1518–1568, Erzbischof und Kurfürst von Köln
- Magdalena von Wied-Runkel († 1572), Äbtissin im Stift Nottuln und im Stift Elten
- Hans Ernst zu Wied-Runkel (1623–1664), deutscher Militär und Hofbeamter
- Johann Friedrich Alexander Fürst zu Wied-Neuwied, 1706–1791, erster Fürst zu Wied
- Friedrich Georg zu Wied-Runkel (1712–1779), Graf zu Wied und österreichischer Feldmarschall
- Karl Ludwig zu Wied-Runkel (1763–1824), deutscher Landesherr im Fürstentum Wied
- Friedrich Ludwig zu Wied-Runkel (1770–1824), Fürst zu Wied-Runkel und Neuerburg, kaiserlicher General
- Johann August Karl zu Wied (1779–1836), preußischer General
- Wilhelm Hermann Karl Fürst zu Wied, 1814–1864, Präsident des Mainzer Adelsvereins
- Wilhelm Adolph Maximilian V. zu Wied, 1845–1907, u. a. Präsident des Flottenvereins
- Wilhelm zu Wied, 1876–1945, Fürst von Albanien
- Viktor Prinz von Wied, 1877–1946, Diplomat
- Friedrich Wilhelm Prinz zu Wied, 1931–2000, Unternehmer, Kommunalpolitiker, Mäzen und Präsident des International Council for Game and Wildlife Conservation, (bekannter unter dem Namen Friedrich Wilhelm 7. Fürst zu Wied)

## Anordnungen zur Brandverhütung

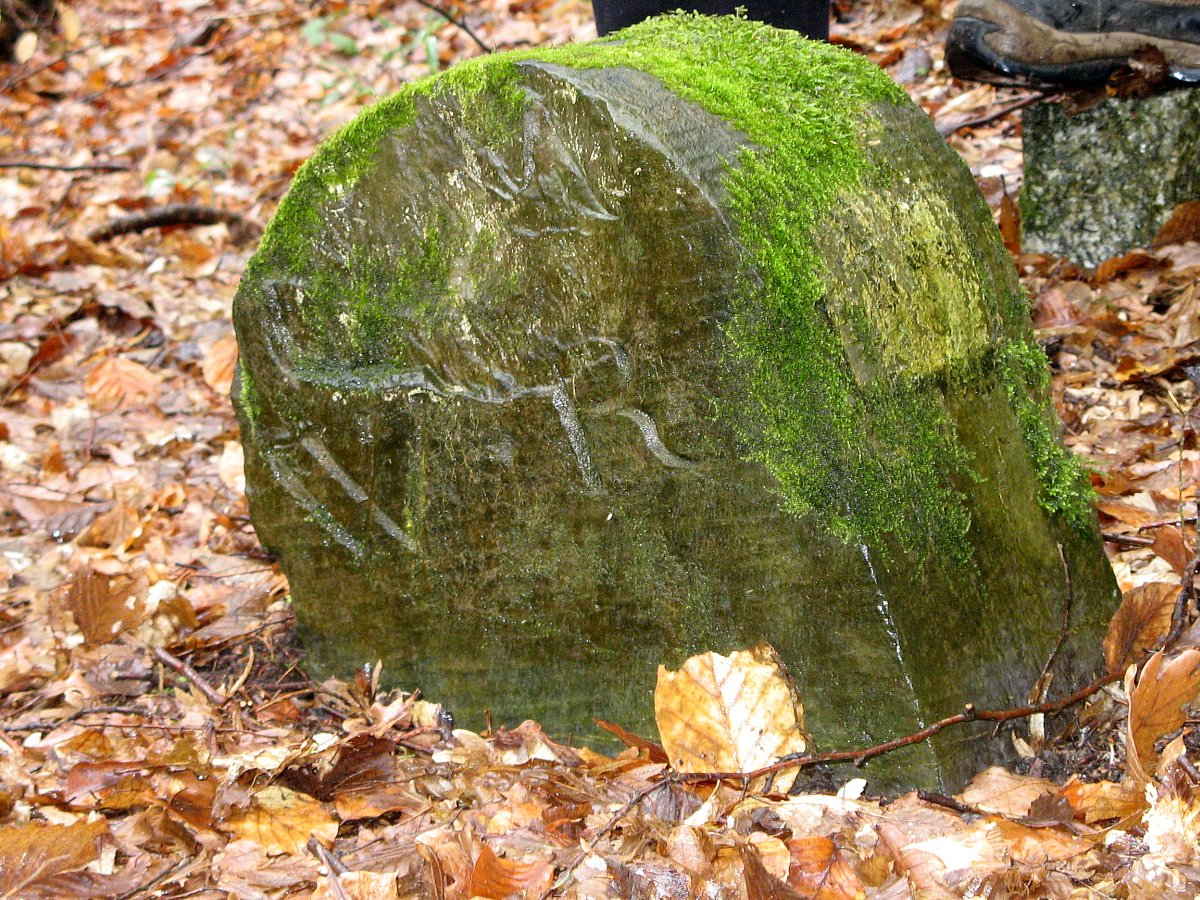
Ein 1773 gesetzter Grenzstein der Grenze Wied-Runkel zu Oranien-Nassau

Der Verhütung eines Feuerbrandes dienten strenge Anordnungen des Hauses Wied-Runkel aus dem Jahr 1772 über die vorschriftsmäßige Hantierung mit Flachs, Hanf, Stroh und Heu, über den Gebrauch der Laternen, der Tabakspfeife, über das allabendliche Beseitigen von Spänen in den Werkstätten der Schreiner, Wagner und Bender, das tägliche Löschen des Ofen- und Herdfeuers zur bestimmten Abendstunde. Nach gleichzeitigen Bauvorschriften durften keine Holzschornsteine mehr errichtet, keine hölzernen Schläuche mehr eingebaut werden, die den Rauch der Feuerstätte zum Kamin zu leiten hatten, wie es untersagt wurde, Ofenrohre zum Fenster hinauszuführen. Urheber vorsätzlicher Brandstiftung sollte nach Kaiser Karls V. peinlicher Halsgerichtsordnung mit dem Feuer zu Tode gebracht werden. Streng wurde darauf gehalten, dass stets jeder Hauswirt einen mit Wasser gefüllten Zuber bereitstehen und einen mit Namen versehenen ledernen Feuereimer greifbar hatte. Die jeweilige Gemeinde musste davon eine bestimmte Anzahl vorrätig halten. Es durfte kein Einwohner heiraten oder als Untertan angenommen werden, der nicht den Gemeindeeimern einen neuen, mit Jahreszahl und Namen versehenen zugeliefert hatte.